# Дідьє Домі
Дідьє Арсен Марсель Домі (фр. Didier Arsène Marcel Domi, нар. 8 квітня 1978, Сарсель) — французький футболіст, що грав на позиції захисника.
Виступав, зокрема, за клуби «Парі Сен-Жермен», «Ньюкасл Юнайтед» та «Олімпіакос».
Дворазовий володар Кубка Франції. Триразовий володар Кубка французької ліги. Володар Кубка Іспанії. Триразовий чемпіон Греції. Дворазовий володар Кубка Греції. Володар Суперкубка Греції. Володар Кубка Кубків УЄФА. Володар Кубка Інтертото.

## Ігрова кар'єра
У дорослому футболі дебютував 1994 року виступами за команду клубу «Парі Сен-Жермен», в якій провів чотири сезони, взявши участь у 48 матчах чемпіонату.
Своєю грою за цю команду привернув увагу представників тренерського штабу клубу «Ньюкасл Юнайтед», до складу якого приєднався 1998 року. Відіграв за команду з Ньюкасла наступні три сезони своєї ігрової кар'єри.
Згодом з 2001 по 2006 рік грав у складі команд клубів «Парі Сен-Жермен», «Лідс Юнайтед» та «Еспаньйол». Протягом цих років виборов титул володаря Кубка Іспанії.
2006 року уклав контракт з клубом «Олімпіакос», у складі якого провів наступні чотири роки своєї кар'єри гравця. За цей час додав до переліку своїх трофеїв три титули чемпіона Греції.
Завершив професійну ігрову кар'єру у клубі «Нью-Інгленд Революшн», за команду якого виступав протягом 2011 року.

## Досягнення
- Володар Кубка Франції:

«Парі Сен-Жермен»: 1994–1995, 1997–1998
- Володар Кубка французької ліги:

«Парі Сен-Жермен»: 1994–1995, 1996–1997
- Володар Суперкубка Франції:

«Парі Сен-Жермен»: 1995, 1998
- Володар Кубка Іспанії:

«Еспаньйол»: 2005–2006
- Чемпіон Греції:

«Олімпіакос»: 2006–2007, 2007–2008, 2008–2009
- Володар Кубка Греції:

«Олімпіакос»: 2007–2008, 2008–2009
- Володар Суперкубка Греції:

«Олімпіакос»: 2007
- Володар Кубка Кубків УЄФА:

«Парі Сен-Жермен»: 1995–1996
- Володар Кубка Інтертото:

«Парі Сен-Жермен»: 2001
- Чемпіон Європи (U-18): 1996